# Francisco I. Madero, Guerrero
Francisco I. Madero är en ort i Mexiko.   Den ligger i kommunen Metlatónoc och delstaten Guerrero, i den sydöstra delen av landet, 240 km söder om huvudstaden Mexico City. Francisco I. Madero ligger 2 381 meter över havet och antalet invånare är 624.
Terrängen runt Francisco I. Madero är kuperad åt nordväst, men åt sydost är den bergig. Francisco I. Madero ligger uppe på en höjd. Runt Francisco I. Madero är det ganska glesbefolkat, med 43 invånare per kvadratkilometer. Närmaste större samhälle är Malinaltepec, 18,5 km väster om Francisco I. Madero. I omgivningarna runt Francisco I. Madero växer huvudsakligen savannskog.